# 유완소
유완소(劉完素, 1110년 ~ 1200년)는 중국 금나라의 의사로 자는 수진(守眞), 호는 통현처사(通玄處士), 통원처사(通元處士)이며 하간(河間, 현재의 허베이성 창저우시 허젠시) 출신이다. 그의 출신지를 따서 유하간(劉河間)이라고 부르기도 하며 금원사대가(金元四大家) 가운데 한 사람이기도 하다.

## 생애
유완소는 금나라 각지를 오가면서 민간에서 의사로 근무했고 장강 이북 지방에서 유행하던 온열 질환의 치료법을 연구했다. 유완소는 《황제내경》(黃帝內經) 가운데 하나인 《소문》(素問)에 등장하는 오운육기(五運六氣) 또는 운기학설(運氣學說) 이론에 따른 치료 방법을 연구했다. 유완소는 운기(運氣)는 사계절(봄·여름·가을·겨울), 오행(五行, 화(火)·수(水)·목(木)·금(金)·토(土)), 천간(天干), 지지(地支)의 변환 과정에 따른 우주의 정상적인 법칙을 서로 나누고 있고 변하는 것과 변하지 않는 것으로 나뉜다고 판단하면서 기후의 변화는 인체에 형성되는 각종 질병의 원인이 되는 육음(六淫, 풍(風)·한(寒)·서(暑)·습(濕)·조(燥)·화(火))으로 이어진다고 지적했다.
유완소는 금원사대가에서 한량파(寒涼派)로 분류되며 차가운 성질을 가진 서늘한 한약재 사용을 중시했다. 또한 화열론(火熱論)을 제시하면서 침술 치료법을 중시하기도 했다. 저서로는 《소문현기원병식》(素問玄機原病式), 《황제소문선명론방》(黃帝素問宣明論方), 《선명내방》(宣明內方), 《내경운기요지론》(內經運氣要旨論), 《상한직격》(傷寒直格), 《상한표본심법류췌》(傷寒標本心法類萃), 《삼소론》(三消論), 《소문약주》(素問藥注), 《의방정요》(醫方精要) 등이 있다.